# مرکاویم
مرکاویم (انگلیسی: Merkavim) شرکت خودروسازی اسرائیلی است، که در سال ۱۹۴۹ تأسیس شد و هم‌اکنون به‌عنوان بزرگترین شرکت اتوبوس‌سازی اسرائیل شناخته می‌شود.